# Γ-羧基谷氨酸
γ-羧基谷氨酸（英語：γ-Carboxyglutamic acid），又稱γ-羥麩胺酸，是一种非通用氨基酸，常见于蛋白质的翻译后修饰中的谷氨酸残基的羧基化。这种修饰方式存在于凝血因子及其它凝血级联相关蛋白质中，会改变其对钙离子的亲和性。在凝血级联中，凝血因子II、VII、IX、X以及蛋白Z的谷氨酸残基γ-羧基化需要维生素K来介导。